# El Dorado (futbol)

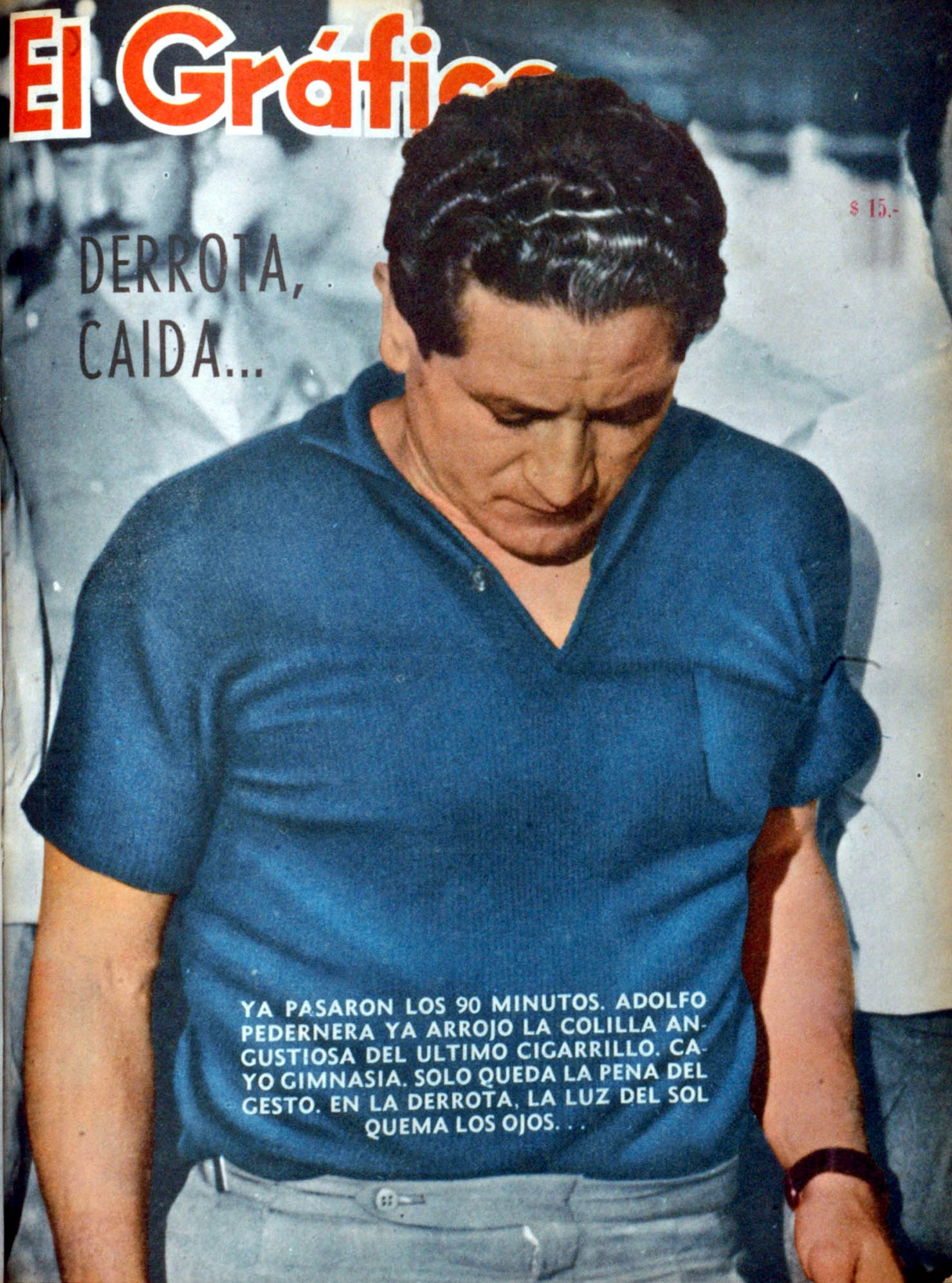
Adolfo Pedernera.

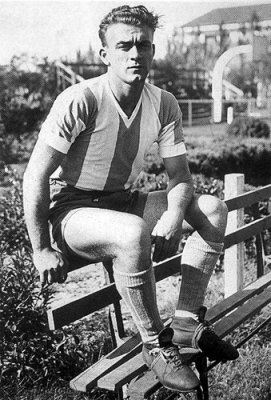
Alfredo Di Stéfano.

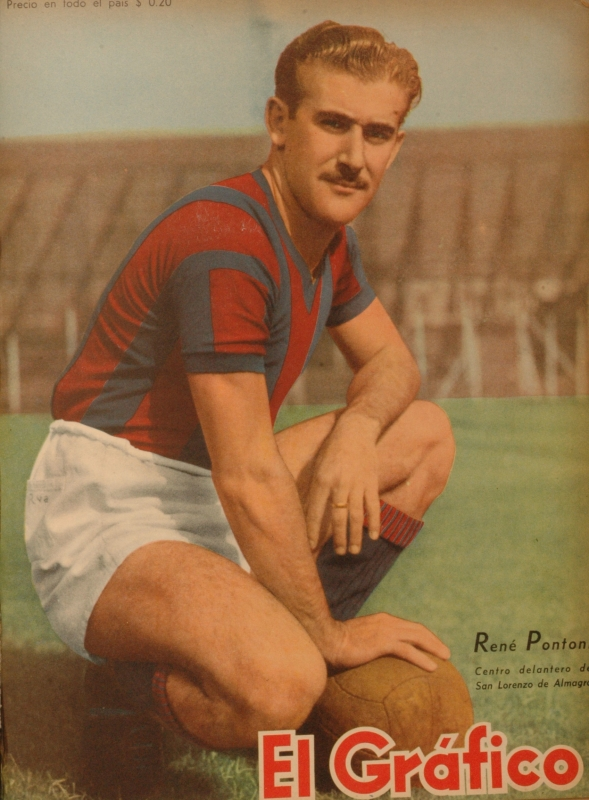
René Pontoni.

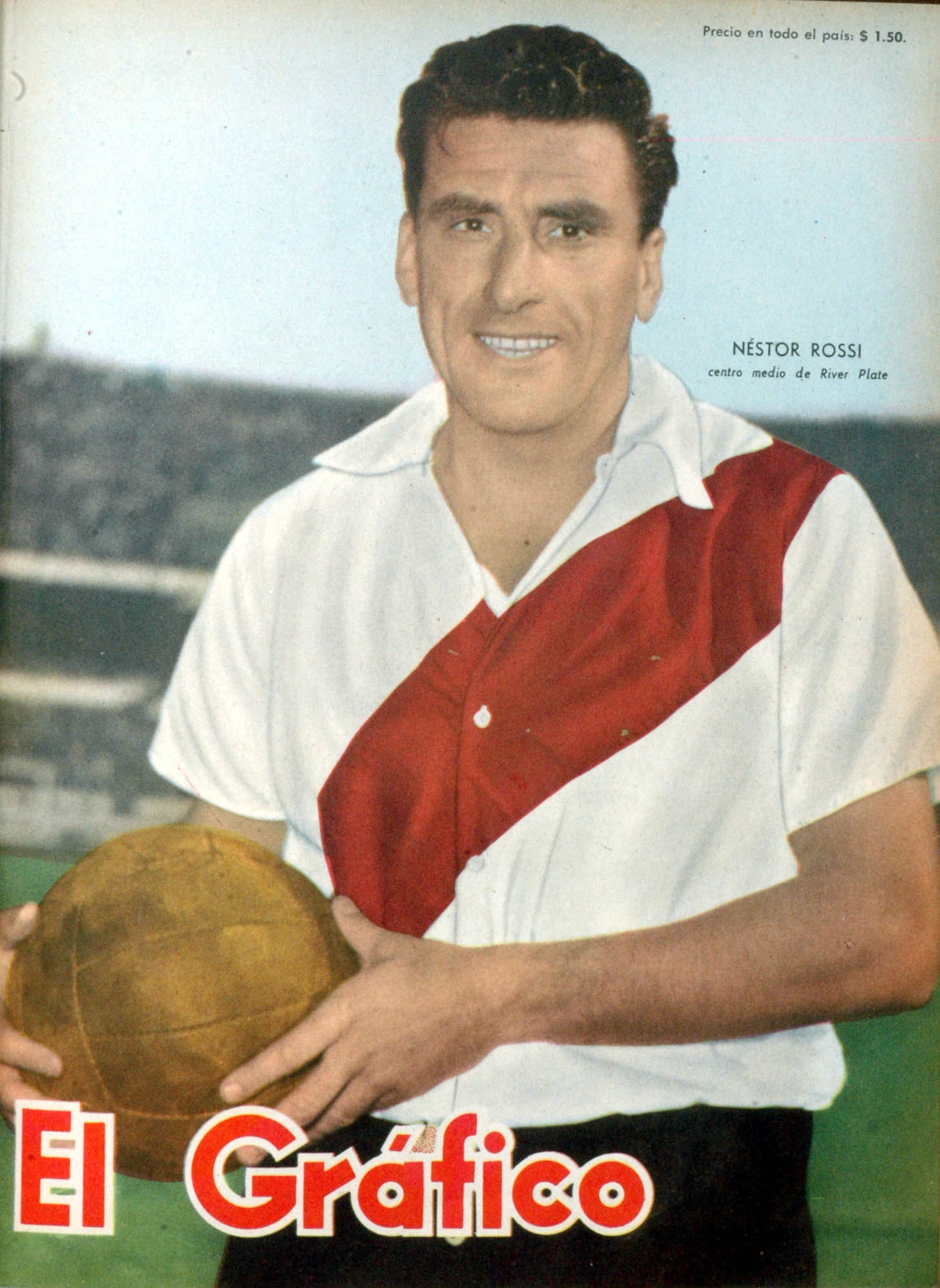
Néstor Rossi.

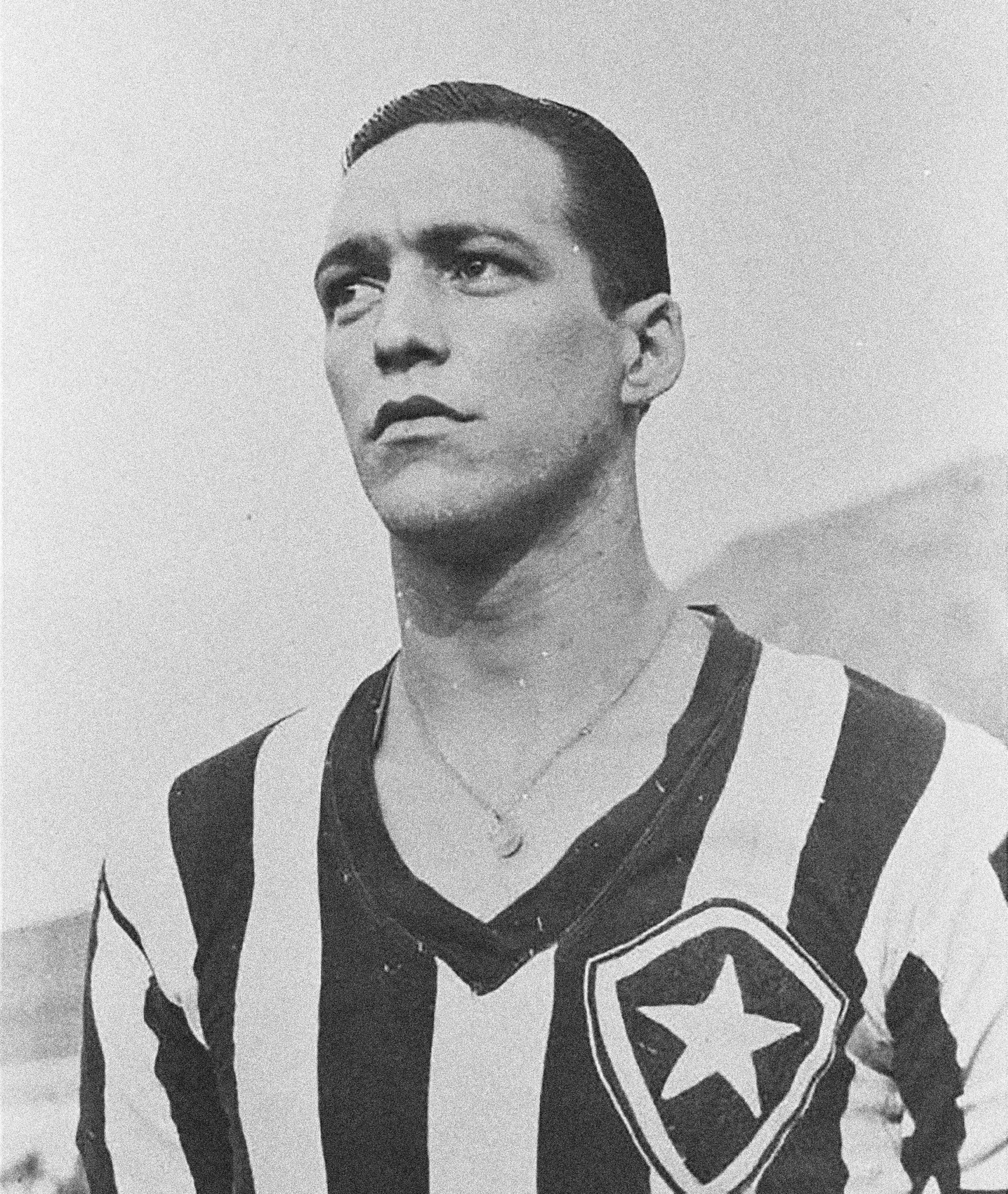
Heleno de Freitas.

El Dorado és el nom amb què fou coneguda la lliga colombiana de futbol entre els anys 1949 i 1954). És considerada d'edat d'or del futbol colombià.

## Història
La lliga professional colombiana (División Mayor del Fútbol Colombiano - DIMAYOR) fou creada el 1948, competició que fou guanyada per Independiente Santa Fe. Desavinences internes amb la Federació Colombiana provocaren que DIMAYOR abandonés la Federació. En resposta, la FIFA trencà relacions amb DIMAYOR i la selecció de futbol de Colòmbia i els clubs colombians foren exclosos de totes les competicions internacionals.
De forma paral·lela, l'Associació del Futbol Argentí mantenia una disputa amb una vaga de futbolistes. Alguns dels futbolistes més destacats decidiren marxar a jugar a Colòmbia, que en restar exclosa de la FIFA no va haver de satisfer traspassos als clubs argentins. Alfonso Senior, amo de Millonarios FC, fou el primer que es decidí per la contractació de futbolistes argentins. El primer fitxatge de Millonarios fou el jugador de River Plate Adolfo Pedernera. La signatura fou el 8 de juny de 1949, i quan Pedernera va arribar a l'Aeroport de Techo de Bogotà hi havia 5.000 aficionats per saludar-lo. El club va fer 5 vegades més diners el dia de la presentació del jugador del que van guanyar en una lliga regular. Altres clubs colombians van començar a lluitar per seguir el procés signant estrelles de tot Amèrica del Sud i Europa:
- Atlético Junior fitxà els brasilers Tim i Heleno de Freitas; i els hongaresos László Szőke, Imre Danko, Béla Sárosi, Ferenc Nyers i Mihail Uram.
- Boca Juniors de Cali fitxà el paraguaià Atilio López.
- Cúcuta Deportivo fitxà molts uruguaians: Julio Terra, Alcides Mañay, Juan José Tulic, Dardo Acuña, Lauro Rodríguez, Washington Barrios, Luis Alberto Miloc, Carlos Zunino, Abraham González, Ramón Villaverde, Julio Ulises Terra, Juan Deluca, Juan Carlos Toja, Schubert Gambetta, Eusebio Tejera, Antonio Sacco i Bibiano Zapirain.
- Deportes Caldas fitxà el porter lituà Vytautas Krisciunas.
- Deportivo Cali fitxà el peruà Valeriano López, i diversos argentins.
- Deportivo Pereira fitxà el paraguaià Carmelo Colombo, Enrique Avalos, Marcelino Vargas i César López Fretes; i l'italià Luigi Di Franco.
- Deportivo Samarios fou creat a partir del Hungaria FbC Roma quan aquest club es desfeu.[4] El primer club el formaven 10 colombians, 8 hongaresos, 2 iugoslaus, 1 austríac, 1 argentí, 1 italià i 1 romanès.
- Independiente Medellín fitxà els peruans Roberto Drago i Segundo Castillo Varela.[5]
- Independiente Santa Fe fitxà els argentins Héctor Rial i René Pontoni, i els anglesos Neil Franklin, George Mountford i Charlie Mitten.
- Millonarios, que fou conegut com el Ballet Blau per les seves grans actuacions, fitxà els argentins Adolfo Pedernera, Alfredo Di Stéfano, Julio Cozzi i Néstor Rossi; i els britànics Billy Higgins i Bobby Flavell.

L'any 1950, la DIMAYOR arribà a l'acord amb la FIFA  d'acabar amb El Dorado amb l'anomenat Pacto de Lima, que propicià el retorn de tots els futbolistes contractats als seus països d'origen l'any 1954.

## Campions colombians durant l'època del Dorado
- 1949: Club Deportivo Los Millonarios
- 1950: Deportes Caldas
- 1951: Club Deportivo Los Millonarios
- 1952: Club Deportivo Los Millonarios
- 1953: Club Deportivo Los Millonarios